# Cavalo assilvestrado

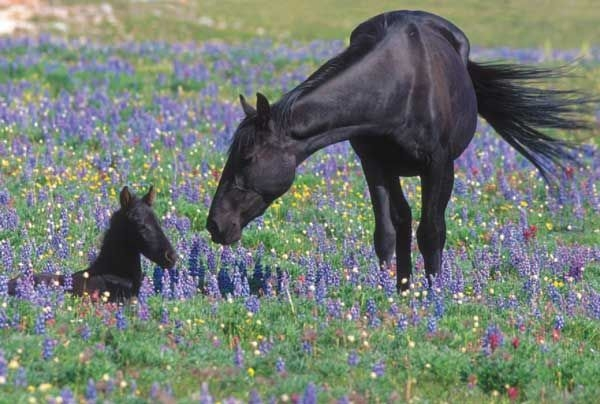
Cavalo assilvestrado e potro.

Um cavalo assilvestrado é um cavalo que vive em estado selvagem, mas que descende de cavalos domésticos que escaparam ou foram abandonados ou deliberadamente soltos na natureza. Como tal, um cavalo dito assilvestrado não é um animal selvagem no sentido de um animal sem ancestrais domesticados, embora seja selvagem no sentido de geralmente viver livremente. Assim como cavalos selvagens, são animais que frequentemente se encontram sob ameaça de extinção.
Cavalos assilvestrados são animais de manada e vivem em grupos chamados "tropas", compostos por animais que compartilham um território comum. Esses grupos são geralmente pequenos, podendo conter desde três a cinco animais, como por vezes mais do que uma dúzia.
As tropas de cavalos assilvestrados são geralmente lideradas por um garanhão dominante, acompanhado de outros machos, seus potros e cavalos imaturos de ambos sexos. Eventualmente, na ausência de um garanhão dominante, o grupo pode se manter com alguns machos menos dominantes. Essa composição pode variar ao longo do tempo, conforme os animais jovens são expulsos do grupo em que nasceram e se juntam a outros grupos, ou conforme garanhões jovens desafiam garanhões mais velhos para o controle do grupo. No entanto, considerando os ecossistemas fechados das áreas protegidas onde frequentemente esses animais vivem atualmente, para que se mantenha a diversidade genética do grupo e sua população seja sustentável o número de animais deve se manter entre cento e cinquenta e duzentos indivíduos.

## Populações de cavalos assilvestrados

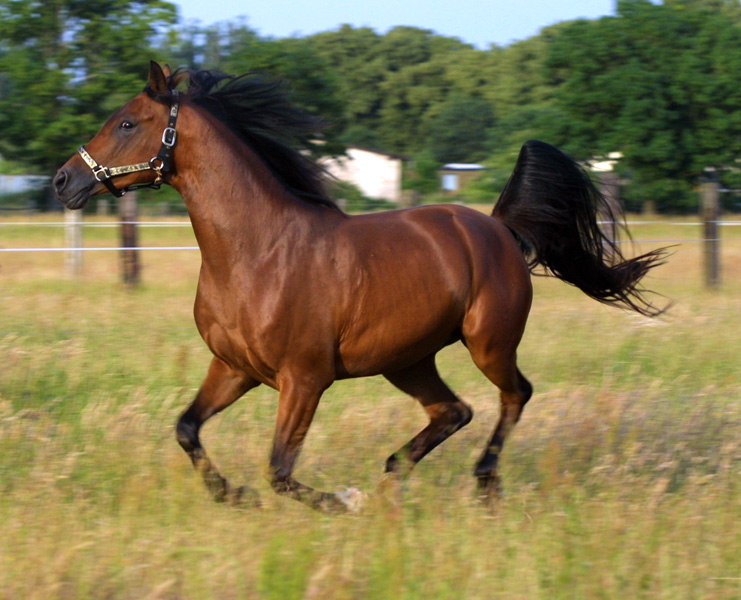
Cavalo assilvestrado marrom em cativeiro.

Os cavalos que vivem em estado selvagem, mas que têm ancestrais que foram domesticados, não são verdadeiros cavalos "selvagens" e sim cavalos assilvestrados. Um dos melhores exemplos desses cavalos assilvestrados são os cavalos ditos "selvagens" do sul do Brasil e interior da Argentina, a raça chamada bagual. Quando os europeus introduziram cavalos na região, começando com a chegada dos conquistadores, alguns desses animais escaparam e ali se reproduziram. Os chamados mustangues são cavalos assilvestrados de origem semelhante, mas característicos do oeste dos Estados Unidos. Da mesma forma, os chamados baguales ou baguais são cavalos assilvestrados da Patagônia argentina e chilena.
A Austrália tem a maior quantidade de cavalos assilvestrados no mundo, com um número que ultrapassa os quatrocentos mil animais. Esses animais são descendentes assilvestrados de cavalos levados à Austrália pelos colonos britânicos, e recebem o nome de Brumby.
Há populações de cavalos assilvestrados isoladas em vários outros lugares, entre eles a Ilha Sable na Nova Escócia, na ilha Assateague, perto da costa da Virgínia e de Maryland, e na ilha de Vinques, em Porto Rico. Diz-se que alguns desses cavalos são descendentes de cavalos que conseguiram nadar até terra firme quando os barcos nos quais viajavam afundaram. 
Uma população moderna de cavalos assilvestrados (Janghali ghura) pode ser vista no Parque Nacional Dibru-Saikhowa e Reserva da Biosfera de Assam, no nordeste de Índia, onde existem 79 cavalos que descendem de animais que escaparam de acampamentos militares durante a Segunda Guerra Mundial.

## Cavalos assilvestrados modernos
Os tipos de cavalos assilvestrados modernos que têm uma percentagem significativa de sua população vivendo em estado natural, inclusive podendo ter alguns animais que tenham sido domesticados, incluem os seguintes tipos, variedades autóctones e raças:
- Bagual, na Patagônia da Argentina e do Chile
- Cavalo banker, nas Outer Banks da Carolina do Norte
- Brumby, o cavalo assilvestrado da Austrália
- Pônei chincoteague, na ilha Assateague, na península de Delmarva, próximo da costa da Virginia e de Maryland, EUA
- Cavalo da ilha Cumberland, na ilha Cumberland, próxima da costa sul da Georgia, EUA
- Cavalo do delta do Danubio, dentro e nos arredores do Bosque de Letea, entre os ramos Sulina e Chilia do Danubio
- Cavalo selvagem Elegesi Qiyus (Cayuse), vive no Vale de Nemaiah da Columbia Britânica, Canadá
- Garrano, um cavalo assilvestrados do norte de Portugal
- Losino, uma raça do norte da Espanha.
- Cavalo Kaimanawa, Nova Zelândia
- Cavalo Kondudo, na região de Kondudo, Etiópia; espécie ameaçada
- Marismeño, presente no Parque Nacional Doñana em Huelva, Espanha
- Cavalo Misaki, Japão
- Mustangue, protegido legalmente no oeste dos EUA pela Lei de Cavalos e Burros Selvagens e Assilvestrados de 1971
- Cavalo Lavradeiro, da área de lavrado em Roraima, no Brasil.[5]
- Cavalo do deserto do Namib, Namibia
- Cavalo Nokota
- Sorraia, um cavalo assilvestrado do sul de Portugal
- Pônei da Ilha Sable, na Nova Escócia, Canadá
- Pônei Galês, em grande parte domesticado, mas existe uma população de aproximadamente 180 animais que vive nas colinas do Carneddau, no norte de Gales. Existem outras populações que perambulam pelas partes orientais do Parque Nacional Brecon Beacons

|                                                           |                                             |                                                     |                                        |
| Pônei assilvestrado na ilha Assateague, na Virginia, EUA. | Cavalos assilvestrado no Deserto do Namibe. | Cavalos assilvestrados no Vale de Tue em Utah, EUA. | Cavalos lavradeiros (Roraima, Brasil). |

## Cavalos semi-assilvestrados
No Reino Unido existem manadas de pôneis que aparentemente vivem em condições selvagens, especialmente em Darmtoor, Exmoor e New Forest. Também existem populações similares de cavalos e pôneis em outras partes do continente europeu. Não obstante, esses animais não são realmente assilvestrados, já que todos são de propriedade privada, e pastam em campos e bosques coletivos, sob os direitos comuns de pastado de seus donos. Uma parcela deles não é domesticada, e uma parcela ainda menor o foi para servirem de montaria, mas têm sido deixados livres por várias razões (por exemplo, para lhes dar um descanso em seu treinamento e assim lhes permitir crescer ou para lhes que possam se reproduzir em condições naturais, ou ainda porque estão aposentados). Em outros casos, os animais podem ser propriedade do governo e serem observados de perto em reservas controladas.
Alguns destes são:
- Cavalo camargo, nos pântanos do delta do riu Rhone no sul da França;
- Pônei dartmoor, Inglaterra; em sua maioria domesticados, mas também vivem em manadas livres;
- Pônei exmoor, Inglaterra; em sua maioria domesticados, mas também vive em manadas livres;
- Konik, originou-se na Europa do Leste e vive em estado livre em Oostvaardersplassen;
- Pônei de New Forest, Inglaterra; em sua maioria domesticados, mas também vive em manadas livres na região de Hampshire;
- Pottoka, em sua maioria domesticados, mas também vive em manadas livres.

## Impactos das populações de cavalos assilvestrados sobre o meio ambiente
As populações de cavalos assilvestrados são em geral objeto de controversias, e isso tem posto em conflito ambientalistas, aficcionados por cavalos e grupos defensores dos animais. Cada habitat é impactado de forma diferente pelos cavalos assilvestrados. Em regiões onde vivem cavalos assilvestrados mas onde anteriormente existiam cavalos selvagens nativos do lugar, uma população controlada pode ter um impacto mínimo sobre o meio ambiente, especialmente quando esses animais não têm que competir de forma significativa com outros animais. Não obstante, em áreas onde são uma espécie introduzida, como na Austrália, pode ser que existam impactos significativos sobre o solo, a vegetação (incluindo sobrepastoreio) e animais que são espécies nativas. Se uma população de cavalos assilvestrados vive perto da civilização, seu comportamento pode causar danos a cercas construídas por humanos, ou ainda para seu gado ou outras estruturas. Em alguns casos, quando os cavalos assilvestrados competem com gado doméstico, especialmente em áreas públicas onde são permitidos múltiplos usos, como no Oeste dos Estados Unidos, existe uma controvérsia considerável sobre qual é a espécie que é responsável pela degradação das terras. Isto tem levado agricultores comerciais a argumentem a favor de se removerem as populações de cavalos assilvestrados, para permitir que existam mais terras para pastoreio de vacas e ovelhas, enquanto os defensores dos cavalos assilvestrados recomendam que se reduzam a quantidade de gado permitida a pastar em terras públicas.

Existem certas populações de animais que têm um valor histórico ou sentimental importante, como o pônei chincoteague que vive na ilha Assateague, ou o pônei misaki do Japão, que vive num pequeno refúgio dentro dos limites da municipalidade de Kushima. 